# Josef Jedlička
Josef Jedlička (16. března 1927 Praha – 5. prosince 1990 Augsburg) byl český prozaik a esejista, po roce 1968 v emigraci. Po většinu života nesměl v Československu publikovat.

## Život
Po 2. světové válce studoval v Praze filosofii, v roce 1948 byl však ze studia vyloučen. V letech 1953–1968 žil v Litvínově, kde napsal prózu Kde život náš je v půli se svou poutí. Posléze emigroval do Západního Německa, kde pracoval pro rozhlasovou stanici Svobodná Evropa a kde se v 80. letech oženil s básnířkou Violou Fischerovou.

## Dílo
Jedličkova nejvýraznější próza Kde život náš je v půli se svou poutí, jejíž název odkazuje na Dantovo Peklo, je situována do průmyslového Litvínova 50. let. Text nemá jasnou dějovou linii, jde zejména o prolínání epizodických příběhů s lyrizujícími a úvahovými odbočkami. Novela vyjadřuje deziluzi z vývoje, kterým se ubíralo Československo po roce 1948:
| „ | Revoluce si zakryla rozhalená ňadra, ztloustla a celé večery hledí na obrazovku televizoru. | “ |

Próza byla poprvé knižně vydána během politického uvolnění v roce 1966 a kritikou byla přijata velmi příznivě. V anketě rozhlasové stanice Vltava byla vyhlášena pátou nejdůležitější českou prózou let 1918-2018.
Jedlička je také autorem rozsáhlé vzpomínkové prózy Krev není voda. Časopis A2 zařadil tuto knihu v roce 2020 do českého literárního kánonu po roce 1989, tedy do výběru nejdůležitějších českých knih v období třiceti let od sametové revoluce.
Je též autorem souboru esejů České typy, která byla v uvedené anketě Vltavy prohlášena za třetí nejvýznamnější české esejistické dílo.
Autor napsal též řadu článků a připravil mnoho rozhlasových pořadů. Některé jeho práce byly přeloženy do němčiny a francouzštiny.

### Knižní vydání
- JEDLIČKA, Josef. Rozptýleno v prostoru a čase. Vyd. 1. Brno: Petrov, 2000. 149 s. ISBN 80-7227-076-1. 600 výt. ; Vyd. ve spolupráci s edicí Arkýř
- JEDLIČKA, Josef, LUKEŠ, Emil, ed. a LUKEŠOVÁ, Marie, ed. Ornament: (výběr z esejistické tvorby). Vyd. 1. Praha: Paseka, 2006. 109 s. (Scholares; sv. 9). ISBN 80-7185-732-7. Vychází v rámci podpory projektu Základy moderního světa v zrcadle literatury a filozofie a v rámci semináře Nakladatelská praxe na Filozofické fakultě Univerzity Karlovy ; Vydáno ve spolupráci s Ústavem české literatury a literární vědy a Vysokou školou uměleckoprůmyslovou
- JEDLIČKA, Josef a TROCHOVÁ, Zina, ed. Milý pane Wilde: (dopisy z let 1954-1965). Vyd. 1. Praha: Torst, 2006. 253 s. ISBN 80-7215-293-9.
- JEDLIČKA, Josef. České typy a jiné eseje. V tomto uspořádání 1. vyd. V Praze: Plus, 2009. 143 s. (Speculum; sv. 2). ISBN 978-80-00-02324-3.
- JEDLIČKA, Josef, LUKEŠ, Emil, ed. a LUKEŠOVÁ, Marie, ed. Kde život náš je v půli se svou poutí; Krev není voda. Jako soubor vyd. 1. Brno: Host, 2010. 595 s. (Česká knižnice). ISBN 978-80-7294-368-5.